# María Laura Quintero
María Laura Quintero Dangond (Valledupar, 28 de agosto de 1988) es una actriz, presentadora de televisión y modelo colombiana. Representó a Cesar en el Concurso Nacional de Belleza en el año 2011. Estudió Gobierno y Relaciones Internacionales en la Universidad Externado de Colombia en Bogotá.

## Trayectoria

### Miss Colombia
En 2011 representó al Cesar en el Miss Colombia donde ganó dos premios especiales: la Zapatilla Real y, en empate con la Señorita Valle, el Reto Oster.

### Telenovelas
Empezó su carrera en las telenovelas en 2012, mientras trabajaba en su propia agencia de talento en Valledupar, al ser invitada por unos productores del Canal Caracol a hacer casting para la telenovela Rafael Orozco el Ídolo.

### Conducción
En 2002 a los 14 años de edad empezó trabajando como conductora en Valledupar en el noticiero en Telecaribe.

## Vida personal
Es la segunda de cuatro hermanos. Hija de la periodista María Elisa Dangond y del pintor y arquitecto Efraín José 'El Mono' Quintero. Habla tres idiomas español, inglés y francés.

## Actividades benéficas
En 2011 creó la escuela de artes Casa Barco en Valledupar, una fundación sin fines de lucro para ayudar a niños y adolescentes víctimas de violencia y abusos a aprender expresiones del arte.

## Filmografía

### Televisión
| Año       | Título                       | Personaje              | Canal              |
| --------- | ---------------------------- | ---------------------- | ------------------ |
| 2024-2025 | Sed de venganza              | Erika Flores           | Telemundo          |
| 2024      | La mujer de mi vida          | Paula Gamero           | Canal 9            |
| 2023      | Juego de mentiras            | Linda Marquez          | Telemundo          |
| 2022      | Echo 3                       | Asistente              | Apple TV+          |
| 2022      | Leandro Díaz                 | Gala Pantoja           | Canal RCN          |
| 2020      | 100 días para enamorarnos    | Pilar Segura           | Telemundo          |
| 2019      | Los Briceño                  | Tatiana Gerlein "Tati" | Netflix            |
| 2018      | Aníbal 'Sensación' Velásquez | Julieta Peinado        | Telecaribe         |
| 2017-2018 | La Cacica                    | María Lourdes Socarras | Caracol Televisión |
| 2017      | Los Morales                  | Nevis Troya de Morales | Caracol Televisión |
| 2017      | Pambelé                      |                        | Canal RCN          |
| 2016      | Tu voz estéreo               | Tania                  | Caracol Televisión |
| 2012-2013 | Rafael Orozco, el ídolo      | Valerie Camargo        | Caracol Televisión |

## Programas
- ¿Quién es la máscara? (2021-2022) — Participante[10]
- Mi pareja puede (2018) — Presentadora
- Feliz Día (2013-2015) — Presentadora[11]

## Cine
- Un Gigante Sin Cabeza! (2020) — Jolene
- Your Iron Lady (2020) — Margarita
- Escuela de Brujas (2019) — Rosalía
- Tijuana (2019) — Rosa
- It's never too late (2018) — Laura
- De regreso al colegio[12] (2017) — Profesora Rubí
- Lluvia (2017) — Verónica
- Como alma en Pena (2017) — Alma
- Verte antes de Morir (2017) — Andrea
- Last time (2016) — Eva
- Enlightened love (2016) — Vanessa

## Vídeos musicales
Besos En Guerra - Juanes Ft Morat

## Premios y nominaciones
| Año  | Categoría                                                            | Personaje o Serie          | Premiación                    | Resultado |
| ---- | -------------------------------------------------------------------- | -------------------------- | ----------------------------- | --------- |
| 2019 | Dos son Mejor que Uno / Name a Better Duo (Con Sebastian Villalobos) |                            | Premios Juventud              | Nominada  |
| 2019 | Influencer LifeStyle favorito (a)                                    |                            | PREMIOS ONLINE 2019           | Nominada  |
| 2019 | Iniciativa Social Influencer del año (Fundación Casa Barco)          |                            | PREMIOS ONLINE 2019           | Nominada  |
| 2018 | Mejor actriz protagónica de telenovela o serie                       | Aníbal Sensación Velásquez | Premios TVyNovelas (Colombia) | Nominada  |
| 2018 | Mejor actriz de reparto de telenovela o serie                        | La Cacica                  | Premios TVyNovelas (Colombia) | Nominada  |
| 2017 | Mejor actriz protagónica de serie                                    | Los Morales                | Premios TVyNovelas (Colombia) | Ganadora  |
| 2017 | Mejor Actriz                                                         | Los Morales                | Kids Choice Awards            | Nominada  |
| 2014 | Mejor Presentadora Regional                                          | Feliz Día 2014             | Premios TVyNovelas (Colombia) | Nominada  |